# Latorrecilla
Latorrecilla (en aragonés A Torreciella) es una localidad española perteneciente al municipio de Aínsa-Sobrarbe, en el Sobrarbe, provincia de Huesca, Aragón. Antiguamente tuvo ayuntamiento propio.
En medio del amplio valle del río Ena y alrededor de un cerro coronado por la iglesia parroquial de la Asunción, a una altitud de 686 m, se sitúa este pequeño núcleo rural que combina la economía basada en la agricultura y la ganadería con el turismo.
El urbanismo desarrollado en este lugar, con las construcciones escalando la montaña, da como resultado calles en fuerte pendiente. Las construcciones son tradicionales de soberbio porte; entre ellas destacan la iglesia parroquial de la Asunción, gótica de los siglos XVI–XVII y la casa Broto, en la plaza de entrada al pueblo. También pertenece a este pueblo la ermita de la Virgen de la Sierra que se encuentra a una hora de camino.

## Demografía
| Gráfica de evolución demográfica de Latorrecilla entre 1842 y 1860 |
| |
| Población de derecho según los censos de población del INE Población de hecho según los censos de población del INEEntre el censo de 1877 y el anterior, este municipio desaparece porque cambia de nombre y aparece como el municipio Sieste |

Latorrecilla tenía en 2018 30 habitantes.